# Peter Grant

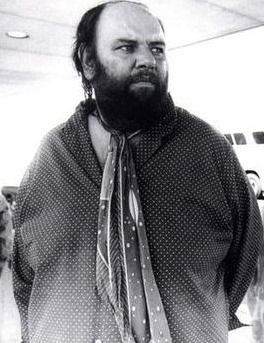
Peter Grant

Peter Grant, (5 april 1935 – 21 november 1995) was een Brits muziekmanager, o.m. van The Yardbirds, Led Zeppelin en Bad Company. Daarnaast was hij platendirecteur bij Swan Song Records. Hij ontving veel lof omdat hij inzette om de inkomens van muzikanten te verbeteren. Ook heeft hij in verschillende films gespeeld.

## Acteercarrière
Tussen 1958 en 1963 speelde Grant in verschillende films, waaronder A Night To Remember (als matroos op de RMS Titanic). In The Guns of Navarone speelde hij een Britse commando en ook speelde hij in Cleopatra. Daarnaast verscheen hij in tv-programma's zoals The Saint, Crackerjack, Dixon of Dock Green, en The Benny Hill Show. Het geld wat hij met deze rollen verdiende investeerde hij zijn eigen entertainment transport bedrijf. Toen hij steeds minder filmrollen kreeg verdiende hij zijn geld door bands als The Shadows naar hun concerten te vervoeren.

## Manager
In 1963, werd Grant ingehuurd door Don Arden als tourmanager voor onder andere Bo Diddley, The Everly Brothers, Little Richard, Brian Hyland, Chuck Berry, Eddie Cochran, Gene Vincent, en The Animals. Ondertussen begon hij met het managen artiesten zoals The Nashville Teens, The Flintstones,  She Trinity (een band die geheel uit vrouwen bestaat), The New Vaudeville Band, Jeff Beck en Terry Reid. Hij deelde zijn kantoor met producer Mickie Most, een oud collega van voor zijn acteercarrière. Samen richten ze RAK Records op. Een label dat tal van hits in de jaren 70 op zijn naam heeft staan.
Eind 1966 vroeg Simon Napier-Bell of hij het management van The Yardbirds over kon nemen? Op dat moment had de band financiële problemen, ondanks dat ze bijna altijd op tournee waren wisten ze nauwelijks geld uit de optredens te halen. Zijn komst heeft niet kunnen voorkomen dat de band uit elkaar ging, maar Peter Grant kon zijn ervaring met deze band later gebruiken bij Led Zeppelin. Zijn directe benadering van promotors heeft ervoor gezorgd dat The Yardbirds voor het eerst geld verdiende met optreden. Om de zaken zo strak mogelijk te regelen reisde hij vaak met de band mee.

## Led Zeppelin
In 1968 ging The Yardbirds uit elkaar, alle leden behalve gitarist Jimmy Page verlieten de band. Page begon daarom met het samenstellen van een nieuwe band. Robert Plant, John Bonham en John Paul Jones sloten zich bij de band aan, die oorspronkelijk The New Yardbirds genoemd werd. Later werd die naam veranderd in Led Zeppelin en Grant werd hun manager.
Het is nog maar de vraag of Led Zeppelin ook zonder Grant zoveel succes gehad zou hebben. Hij onderhandelde over hun vijfjarige platencontract bij Atlantic Records. Zijn filosofie heeft uiteindelijk ook uitbetaald voor het label. Peter Grant geloofde dat bands meer geld konden verdienen door zich op de albums te focussen en niet op de singles.
Door zelf de concerten van Led Zeppelin te promoten verzekerde hij dat de inkomsten van een tournee bij de band terechtkwamen en niet bij de promotors. In de film The Song Remains the Same is ook te zien hoe hij om uitleg vraagt als medewerkers van een concertzaal illegale posters verkopen. Dat was een typisch voorbeeld van zijn no-nonsense aanpak tegen mensen die ten koste van de band geld wilden verdienen.
In 1974 was hij de drijvende kracht achter de oprichting van Swan Song Records, hierdoor kreeg Led Zeppelin meer financiële en artistieke controle over haar eigen werk. Hij werd ook manager voor Bad Company en Maggie Bell, die ook bij het label zaten. De aanbieding van Queen sloeg hij af. Ook werd hij in 1977 gevraagd door Colonel Tom Parker om een tournee van Elvis Presley door Europa te managen, maar net nadat de onderhandelingen begonnen waren, overleed Elvis.

## Na Led Zeppelin
Na de dood van Led Zeppelin drummer John Bonham ging het leven van Grant achteruit. Problemen in het huwelijk, zwaarlijvigheid en een cocaïne verslaving hadden effect op zijn gezondheid. Nadat Led Zeppelin officieel gestopt was werd Swan Song records in de ijskast gezet. Daarmee was zijn carrière in de muziek zo goed als voorbij. Hij wist later zijn verslaving te overwinnen en ook viel hij flink af. In 1992 speelde hij weer in een film, in Carry On Columbus was hij een kardinaal.

## Dood
Op 21 november 1995, in de middag, reed hij samen met zijn zoon naar zijn huis in Sussex toen hij een hartaanval kreeg. Dit werd hem fataal. Peter Grant werd op 4 december 1995 begraven. Ironisch genoeg was het die dag precies 15 jaar geleden dat Led Zeppelin officieel gestopt was.

## Filmografie
- A Night To Remember (1958)
- The Guns of Navarone (1961)
- Cleopatra (1963)
- Carry On Columbus (1992)

## Bron
Welch, Chris (2002), Peter Grant: The Man Who Led Zeppelin, London: Omnibus Press. ISBN 0-7119-9195-2.
- Bibliothèque nationale de France: cb161636223 (data)
- Gemeinsame Normdatei: 133733130
- International Standard Name Identifier: 0000 0001 0332 1422
- Library of Congress Control Number: nb2002072712
- MusicBrainz: b79ae14c-3e27-4a04-a66e-2a997702687e
- Bibliotheek van het Japanse parlement: 01123926
- Nationale Bibliotheek van Tsjechië: xx0070287
- Nederlandse Thesaurus van Auteursnamen: 239092279
- Virtual International Authority File: 93949957
- WorldCat: E39PBJfRywCk4drmqkFXH3k4bd